# در آرزوی ازدواج
در آرزوی ازدواج فیلمی ایرانی به کارگردانی اصغر هاشمی، نویسندگی فریدون جیرانی و اصغر هاشمی و تهیه‌کنندگی هوشنگ نوراللهی محصول سال ۱۳۶۹ است.

## خلاصه داستان
پسری با نام جهانگیر پس از پایان خدمت سربازی تصمیم دارد با دختری به نام ناهید ازدواج کند. اما پدر ناهید شرط ازدواج را داشتن کار مناسب تعیین می‌کند. جهانگیر که در مهلت تعیین شده موفق به پیدا کردن کار نشده از پدر بازنشسته‌اش (ماشااله خان) کمک می‌طلبد. ماشااله خان تصور می‌کند که به خاطر خدمت صادقانه‌اش در دستگاه اداری، فرزند او را استخدام می‌کنند. با این نیت به به مرکز می‌آید تا از رئیس کارگزینی استمداد جوید. در مرکز به دام واسطه‌ای می‌افتد که مسیر زندگی او را تغییر می‌دهد…